# Alexander Chernin

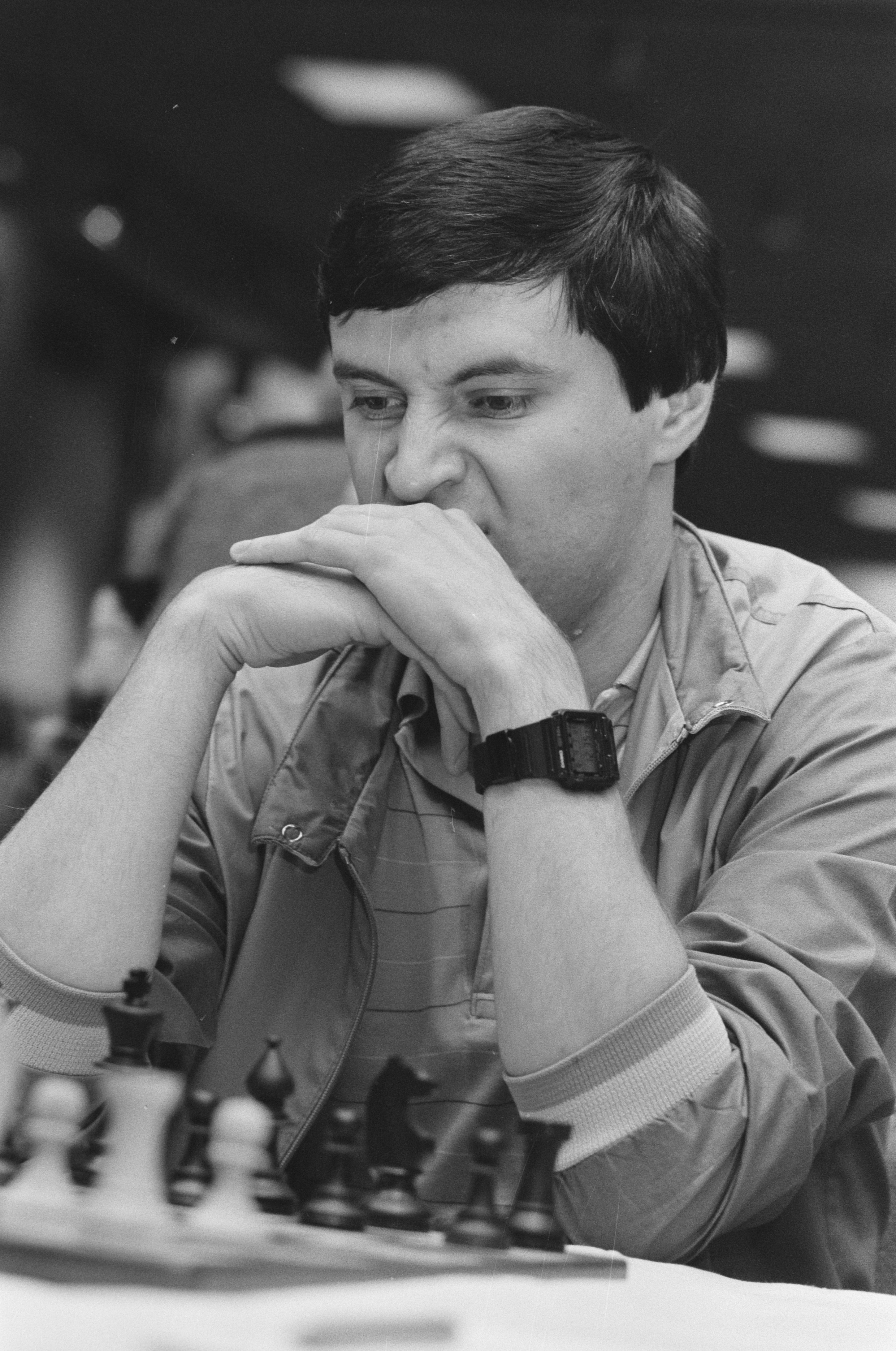
Alexander Chernin in 1987

Alexander Chernin (Charkov, 6 maart 1960) is een Hongaarse schaker. Sinds 1985 is hij een grootmeester (GM). 
Hij is geboren in de Sovjet-Unie en ging op latere leeftijd in Hongarije wonen. 
In 1979 deed hij in Skien mee aan het Wereldkampioenschap schaken voor junioren en eindigde als tweede achter Yasser Seirawan. In 1980 werd hij in Groningen juniorenkampioen van Europa. In 1980 werd hij Internationaal Meester (IM), in 1985 werd hij FIDE grootmeester (GM). Tot zijn toernooi-overwinningen, exclusief dan wel gedeeld, behoren: Irkoetsk 1980, Kopenhagen 1984 (en in 1986 met Vasili Smyslov), Stari Smokovec (in Slowakije) 1984, Polanica Zdroj (Rubinstein Memorial) 1988 (met Alexander Goldin), Praag 1989 en Marseille 1990 (met Jevgeni Barejev). Daarnaast behaalde hij gedeelde tweede plaatsen in Cienfuegos (Capablanca Memorial) 1981 en Reggio Emilia 1987. 
In 1985 wist hij zich via het interzone-toernooi in Gammarth (Tunesië) te kwalificeren voor het kandidatentoernooi in Montpellier. Op dat kandidatentoernooi eindigde hij in de middenmoot. In hetzelfde jaar nam hij in Luzern met het team van de Sovjet-Unie deel aan het Wereldkampioenschap schaken voor landenteams, waarbij een gouden medaille behaalde met het team, alsmede een individuele gouden medaille. 
In 1985 eindigde hij als tweede in het kampioenschap van de Sovjet-Unie. In 1988 eindigde hij gedeeld derde (met Kiril Georgiev, achter Mikhail Tal en Rafael Vaganian) op het eerste Wereldkampioenschap Blitz, gehouden in Saint John. In 1990 werd Chernin ongedeeld eerste in Dortmund (voor Boris Gelfand). In 1991 eindigde hij in Wijk aan Zee op de tweede plaats en werd hij gedeeld 1e–2e in Dortmund (Igor Stohl won via tie-break). Verdere successen volgden in Buenos Aires (Najdorf Memorial) 1992, Gothenburg 1996 en Aubervilliers 1996 (dit laatste was een rapid-toernooi). In het jaar 2000 werd hij tweede in het Leonid Stein Memorial. In 2001 werd Chernin gedeeld eerste op de Corsica Masters, maar verloor vervolgens de  play-off partij voor de titel van Viswanathan Anand. 
Hij was trainer van Fabiano Caruana. In 2004 ontving hij de titel FIDE Senior Trainer. 
Alexander Chernin is een theoreticus die veel artikelen schreef voor onder meer New In Chess. Op het gebied van schaakopeningen staat hij bekend als expert op het gebied van de Pircverdediging en in 2001 schreef hij met Lev Alburt een boek over schaakopeningen, getiteld "Pirc Alert! ". 

## Schaakteams
Chernin vestigde zich in 1992 in Boedapest en werd een jaar later Hongaars staatsburger. Bij veel toernooien heeft hij Hongarije vertegenwoordigd: bij de Schaakolympiades van 1994 en 1996, maar ook drie keer bij het Europees schaakkampioenschap voor landenteams, waarbij het team, met Chernin aan het vierde bord, in 1999 de zilveren medaille won.

## Enkele partijen
- Alexander Chernin vs John Van der Wiel EUCup Grp3 1997, Zukertort Opening (A04), 1-0
- Alexander Chernin vs Alexander Utnasunov FIDE World Ch 2000, Semi-Slav Defense (D45), 1-0
- Peter K Wells vs Alexander Chernin Tch-AUT −01 2000, Benko Gambit Accepted (A57), 0-1